# Kandla
Kandla è una suddivisione dell'India, classificata come census town, di 14.695 abitanti, situata nel distretto del Kutch, nello stato federato del Gujarat. In base al numero di abitanti la città rientra nella classe IV (da 10.000 a 19.999 persone).

## Geografia fisica
La città è situata a 23° 1' 60 N e 70° 13' 0 E e ha un'altitudine di 2 m s.l.m..

## Società

### Evoluzione demografica
Al censimento del 2001 la popolazione di Kandla assommava a 14.695 persone, delle quali 8.469 maschi e 6.226 femmine, per un totale di 2.979 nuclei familiari.